# Ciutadella de Menorca
Pour les articles homonymes, voir Ciutadella.
Ciutadella de Menorca, en catalan et officiellement (Ciudadela en castillan), ou plus simplement Ciutadella, est une commune d'Espagne située sur la côte ouest de l'île de Minorque dans la communauté autonome des Îles Baléares.
C'est l'ancienne capitale de Minorque et la première ville de l'île avec 32.171 habitants en 2024, ayant dépassé Mao (Mahon en castillan) qui en compte actuellement 30.419. Ciutadella était la capitale de l'île jusqu'à l'occupation anglaise en 1714. C'est une ville ecclésiastique et aristocratique ; sa cathédrale est le siège de l'évêché de Minorque depuis 1795 ; elle compte de nombreux et somptueux « palaus » (palais) autour d'elle.

## Géographie

Localisation de l'île de Minorque dans les Îles Baléares.
Localisation de Ciutadella de Menorca dans l'île de Minorque.

## Histoire
La ville est l'une des trois cités romaines de Minorque en 73 après J.C.
Au début du XVIe siècle elle était le siège des chevaliers auxquels le roi[Qui ?] avait assigné de petits fiefs ou cavalleries[réf. souhaitée] pour qu'ils puissent participer à la défense de l'île contre les fréquentes attaques arabes, notamment des pirates basés en Algérie, , du temps de la colonisation turque,,.
Ciutadella de Menorca résista pendant neuf jours en 1558 au siège de 15 000 pirates turcs, qui, après avoir pris la ville, la détruisirent totalement et emmenèrent tous les survivants en captivité comme esclaves à Constantinople. Un obélisque érigé sur la Plaça d'es Born, au cœur de la vieille ville, commémore cet événement dramatique.
Cet épisode, connu comme "Année du Malheur", est suivi d'une lente reconstruction jusqu'en 1646 qui voit l'arrivée de la peste sur l'île.
Au XVIIIe siècle, de grands évènements se sont succédé à Minorque, en façonnant fortement son histoire.
En 1700, meurt à Madrid le roi Charles II, dernier monarque espagnol de la dynastie des Habsbourg. N'ayant pas eu de descendance de ses deux mariages, il laisse la couronne à son neveu Philippe de France, Duc d'Anjou et petit-fils de Louis XIV. Alors, l'Angleterre et la Hollande, jaloux de cette prépondérance des Bourbons sur l'Europe, présente un autre candidat au trône espagnol : l'archiduc Charles, fils de l'empereur. C'est le commencement de la guerre de succession d'Espagne. Philippe et Charles font combattre leurs armées sur le front espagnol et la nation se trouve divisée entre ces deux rois potentiels.
En 1722, Sir Richard Kane, gouverneur britannique de Minorque, fit de Mahón la capitale de l'île au détriment de Ciutadella, qui l'était depuis l'implantation romaine et sa colonie de Lamo, connue en 73 après J.C,.
Le centre historique de la ville est resté protégé par une muraille jusqu'à la fin du XIXe siècle, construite pendant les périodes romaine et arabe, renforcée après la Reconquista, partiellement détruite lors de l'invasion ottomane et reconstruite au XVIIe . Il en reste deux bastions.
Pendant la guerre civile espagnole, Minorque s'est rangée du côté des Républicains. En 1939 eut lieu la bataille de Minorque, au cours de laquelle l'armée franquiste prit Ciutadella.

## Patrimoine

### Archéologique
La commune de Ciutadella possède une abondance de restes archéologiques de la culture talayotique. Le plus connu est la Naveta des Tudons situé sur la route de Ciutadella à Mahon. Les navetas funéraires comme celle d'Es Tudons sont un type de monument funéraire exclusif de Minorque. Il s'agit de tombes collectives, qui avaient cours à la fin de l'Age du Bronze.
Un autre vestige de l'époque talayotique est celui du poblado de Son Catlar. À Cala Morell se trouve une nécropole de grottes de l'époque talayotique et un village de navetas d'habitation ou naviformes, de l'époque prétalayotique : le poblado de Cala Morell.

### Religieux
Ciutadella est le siège de l'Evêché de Minorque et possède une cathédrale, Santa Maria de Ciutadella, située au centre et au point le plus élevé de la ville. C'est une église de style gothique construite aux XIIIe et au XIVe siècles sur ordre d'Alphonse III d'Aragon après la conquête de l'île aux musulmans en 1287. Elle devint cathédrale en 1795 et reçut le titre de basilique mineure en 1953.
L'église Saint François d'Assise est de style gothique tardif, avec des ajouts néoclassiques. Elle fut bâtie à la suite d'un don de vergers et de maisons contigües fait aux moines par le roi Alphonse III en 1287 et comprenait un couvent. Lors de l'invasion turque de 1558 le couvent fut détruit. Elle fut reconstruite et la façade de style néoclassique terminée en 1808.
Le monastère de Santa Clara fut détruit lors de l'assaut turc et reconstruit en 1614. Le monastère fut à nouveau détruit pendant la guerre civile et restauré en 1945.

### Autres
- Obélisque de Ciutadella
- Teatro del Born
- Palacio Salort
- Palacio de Torre-Saura
- Mairie de Ciutadella
- La Lonja
- Port naturel à l'abri de la Tramontane.

### Musées
- Musée diocésain de Minorque
- Musée archéologique
- Musée municipal de Ciutadella
- Musée Pintor Torrent, collection permanente de José Roberto Torrent Prats, fils illustre de Ciutadella.

## Personnalités
- Eugène Dabit (1898-1936), artiste peintre et écrivain, vécut à Ciutadella de Menorca ;
- Ruth Llopis (1980-), actrice née à Ciutadella de Menorca.

### Sources
- (es) Varaciones de los municipios de España desde 1842, Ministerio de administraciones públicas, octobre 2008, 364 p. (lire en ligne) [PDF]